# Aristarque (religieux orthodoxe)
Pour les articles homonymes, voir Aristarque.
L'archevêque Aristarque (dans le monde Afanassi Spiridonovitch Kalinine; né le 9 mars 1907 à Sergueïevka dans le gouvernement de Saratov et mort le 4 mai 2000 à Novozybkov dans l'oblast de Briansk), est un religieux orthodoxe schismatique, chef de l'Église vieille-orthodoxe russe, avec le titre d'archevêque de Moscou et de toutes les Russies. Il est le fils de l'archevêque Jean (Kalinine).

## Biographie

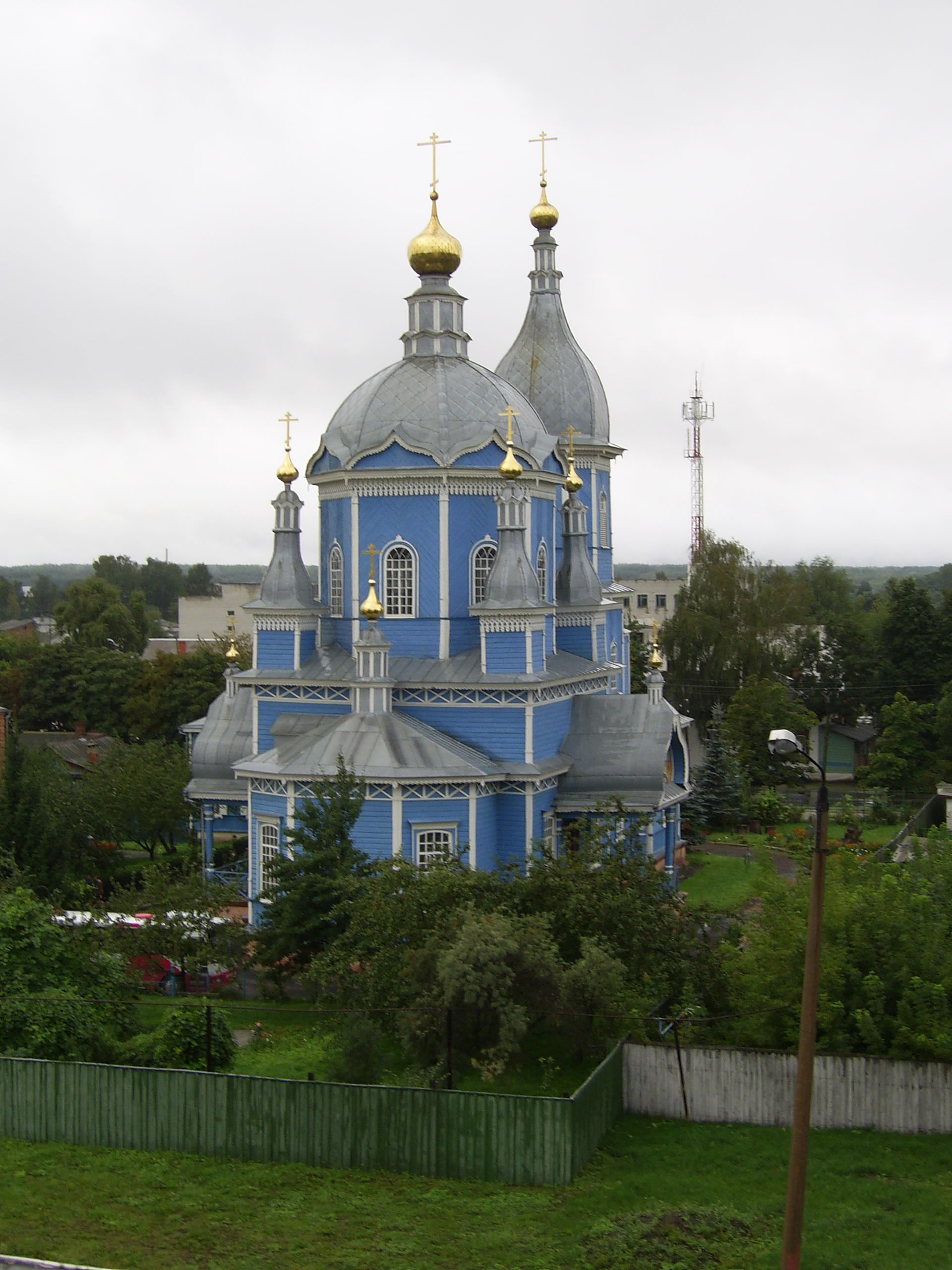
Cathédrale de la Transfiguration-du-Sauveur de Novozybkov.

En 1951, il est ordonné diacre. Pendant les douze années suivantes, il sert à l'église Saint-Nicolas du cimetière Rogojskoïe de Moscou. En 1952, il participe à la conférence internationale et pansoviétique des affaires religieuses sur les problèmes de coexistence pacifique.
Il est ordonné prêtre en 1963 et nommé recteur de la cathédrale de la Transfiguration-du-Sauveur de Novozybkov. En 1969, il est élevé au rang de protoprêtre. Dans les faits, c'est lui qui a sauvé de la marginalisation et de la diabolisation son Église pendant la période de persécution khrouchtchévienne (1958-1964). Elle ne comptait alors que dix-huit paroisses. C'est également grâce à lui que la ville de Novozybkov devient le foyer vivant de l'Église vieille-orthodoxe (surnommée hiérarchie de Novozybkov).
En 1973, il est nommé secrétaire de l'archevêché de l'Église vieille-orthodoxe et en 1987, secrétaire responsable. Il correspond avec une quantité de personnes, parfois plus de seize heures par jour, en dépit de son grand âge. Jusqu'à la fin, il conserve une grande mémoire, des capacités de travail remarquable et une intelligence claire. Il était fin connaisseur de la liturgie.
Il prononce ses vœux monastiques le 4 mars 1995 sous le nom d'Aristarque. Le lendemain, il est consacré évêque de Moscou et adjoint de l'archevêque Guennadi. Dans les dernières années de la vie de ce dernier, c'est Aristarque qui conduit de fait les affaires. Il lui succède après sa mort, le 2 février 1996 et est nommé le 5 juin 1996 archevêque de Novozybkov, Moscou et toutes les Russies.Une nouvelle charte paroissiale est adoptée le 6 novembre 1996, en conformité avec la législation étatique moderne sur les associations religieuses. Il enseigne aussi au séminaire de Novozybkov (ouvert en 1990) et développe la maison d'édition.
Il meurt le 4 mai 2000 à Novozybkov et est inhumé dans la cathédrale.